# Akkumulatortriebwagen der Zschornewitzer Kleinbahn
Der Akkumulatortriebwagen der Zschornewitzer Kleinbahn war ein zweiachsiger Akkumulatortriebwagen des genannten Eisenbahnunternehmens. Er wurde 1934 als Einzelstück von der Dessauer Waggonfabrik in Dessau beschafft und sollte auf einigen Verbindungen den Dampfbetrieb ablösen. Er war bis 1945 in Betrieb.

## Geschichte
Um den Personenverkehr auf der Zschornewitzer Kleinbahn zu rationalisieren und attraktiver zu gestalten, bestellte die Gesellschaft bei der Dessauer Waggonfabrik einen Triebwagen. Die Betriebsleitung der Kleinbahn, die der damaligen Elektrowerke AG in Berlin unterstellt war, entschied sich für einen Akkumulatortriebwagen. Die Akkumulatoren lieferte die damalige Firma Akkumulatorenfabrik-Aktiengesellschaft. Die Stromversorgung für den Akkumulatorbetrieb garantierte das 1915 in Betrieb gegangene Braunkohlekraftwerk Zschornewitz.
Der Triebwagen wurde am 12. Oktober 1934 angeliefert und führte am 17. Oktober 1934 seine erste Fahrt nach Bitterfeld durch. 1934 benutzen 71.000 Fahrgäste die Kleinbahn, 1935 bereits 94.000, 1937 131.000 und 1940 war die Beförderungsleistung auf 287.000 Fahrgäste angestiegen. 1938 lieferte die Dessauer Waggonfabrik noch einen Beiwagen mit einem Achsstand von 5.900 Millimetern. Bis dahin verkehrte der Triebwagen mit einem vorhandenen Personenwagen der Kleinbahn.
Das Einsatzgebiet der Triebwageneinheit war die Teilstrecke der Zschornewitzer Kleinbahn von Burgkemnitz nach Zschornewitz mit Schülerverkehr nach Bitterfeld. Außerdem wurde sie zur Durchführung von Sonderfahrten, wie Theaterzüge nach Dessau, Fahrten zum Wörlitzer Park oder für Betriebsausflüge eingesetzt. Da der Triebwagen auf der Reichsbahnstrecke nach Bitterfeld eingesetzt wurde, erhielt er eine Betriebsgenehmigung des Reichsbahn-Zentralamtes Berlin.
Die Radreifenabnutzung durch den weiten Achsstand und den engen Krümmungsradius auf der Kleinbahnstrecke war hoch.
Am 24. August 1935 war der Triebwagen in eine Kollision in Burgkemnitz verwickelt, als der aus Zschornewitz einfahrende Triebwagen auf einen dort stehenden Personenwagen auffuhr.
Nach 1945 tauchte er in keiner Fahrzeugliste der Deutschen Reichsbahn auf. Er wurde als Personenwagen ebenso wie der Beiwagen bis 1964 weiterbetrieben. Die Daten der Verschrottung sind nicht bekannt.

## Konstruktive Merkmale
Der Triebwagen war mit Mitteleinstieg gebaut worden. So konnte die Last der 5,35 t schweren 160 Zellen des Bleiakkumulators außermittig verteilt werden. Vom Mitteleinstieg waren je ein Abteil Raucher/Nichtraucher für die Reisenden eingerichtet. Die an den Fahrzeugenden vorhandenen Türen dienten lediglich dem Zugang zu den vom Fahrgastabteil abgetrennten Führerständen. Die Stirnfront des Wagens hatte eine Dreifensterteilung. Alle Türen waren Schiebetüren; die Türen an den Wagenenden hatten mit Kurbeln herablassbare Fenster.
Die Akkumulatoren waren in Wechselbehältern unterhalb des Wagenkastens angeordnet. Diese konnten zur Wartung etwa 450 mm nach unten versenkt und herausgenommen werden. Das Fahrzeug hatte einen Tatzlagerfahrmotor, zwei Fahrschalter, Anfahr- und Bremswiderstände sowie elektrische Hilfsbetriebe. Der Tatzlagerfahrmotor besaß eine Leistung von 51,5 kW bei 300 V Betriebsspannung. Über ein einfaches Stirnradgetriebe mit einer Übersetzung von 1:4,77 wurde eine der beiden Achsen angetrieben. Die Fahrschalter waren ähnlich denen von Straßenbahnen und waren wegen der Verwendung des Wagens auf Reichsbahngleisen mit einer Totmanneinrichtung versehen. Sie steuerten den Wagen in sechs Anfahr- sowie zwei Betriebsfahrstufen.
Beheizt wurde der Triebwagen mit einer Ofenheizung. Er war mit einer Toilette ausgerüstet. Farblich war der Triebwagen in den Reichsbahnfarben gehalten.